# North Warning System

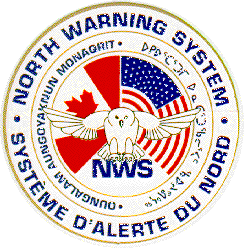
Emblem des North Warning System

Das North Warning System ist ein von den Vereinigten Staaten und Kanada gemeinschaftlich betriebenes Netzwerk von Radaranlagen. Es handelt sich um den Nachfolger des Distant-Early-Warning-Line-Systems zur Luftraumüberwachung und nahm Ende der 1980er Jahre den Betrieb auf. Die Anlagen sollen den Luftraum sowohl von Kanada als auch der Vereinigten Staaten überwachen und drohende Gefahren und Luftraumverletzungen anzeigen, damit Gegenmaßnahmen getroffen werden können. Die meisten Radaranlagen befinden sich in Kanada, vorwiegend an den Küsten und in den nördlichen Territorien. Diese werden von US-amerikanischen sowie kanadischen Militärbediensteten gesteuert. Wichtige Informationen werden umgehend an das gemeinsame Nordamerikanische Luftraumverteidigungskommando NORAD gesandt, in welchen dann gemeinsam über entsprechende Gegenmaßnahmen entschieden wird.

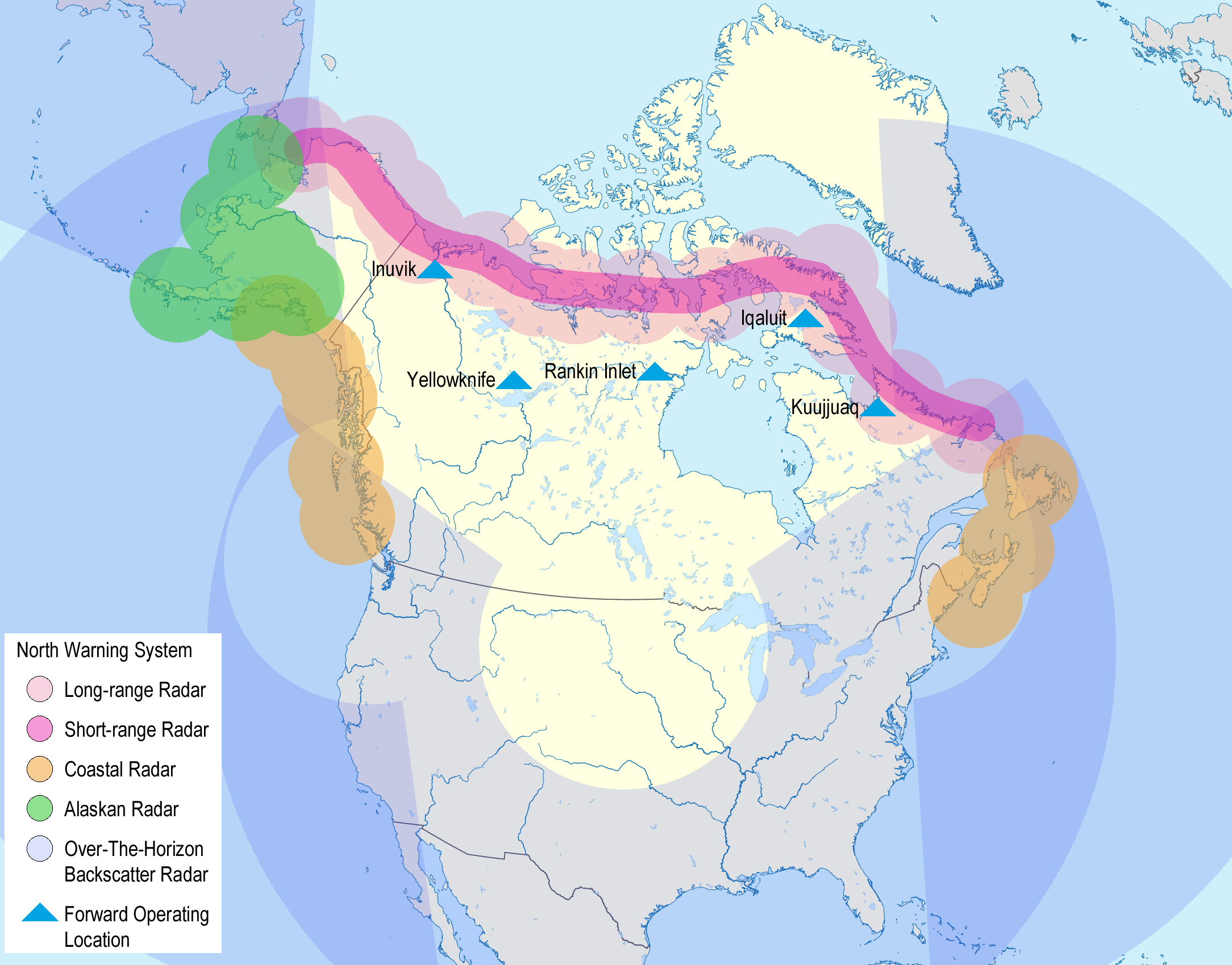
Kartographische Darstellung des nördlichen Frühwarnsystems

## Geschichte
Die Distant Early Warning Line (deutsch Entfernte Frühwarnlinie), welche Ende der 1950er eingerichtet wurde, hatte die Aufgabe den Luftraum der USA und Kanadas vor feindlichen Angriffen, gemeint war: durch die damalige Sowjetunion, zu schützen. Dieses System wurde bis Mitte der achtziger Jahre betrieben. Im Rahmen des North American Air Defence Modernization Agreement (deutsch Abkommen über die Modernisierung der nordamerikanischen Luftverteidigung) wurde die Zusammenarbeit zwischen den Ländern Kanada und USA intensiviert sowie die Systeme erneuert. Diese Vereinbarung wurde am 18. März 1985 auf dem Shamrock Summit zwischen dem kanadischen Premierminister Brian Mulroney und dem US-Präsidenten Ronald Reagan in Québec getroffen. Aus diesem Übereinkommen entstand das heute noch bestehende North Warning System.

## Betrieb
Das North Warning System betreibt Radarstationen unter anderem des Typs FPS 117 Remote Radar Post und AN/FPS-124. Diese Anlagen werden vom NORAD betrieben. Die Stationen in Alaska werden vom regionalen Kontrollzentrum bedient. Die kanadischen Radarstationen von einem kanadischen Militärstützpunkt ferngesteuert. Die Informationen werden aufgezeichnet, aufgearbeitet und dann an die NORAD-Hauptquartiere in Kanada und den Vereinigten Staaten weitergeleitet. Diese entscheiden dann über das weitere Vorgehen.

## Stationen

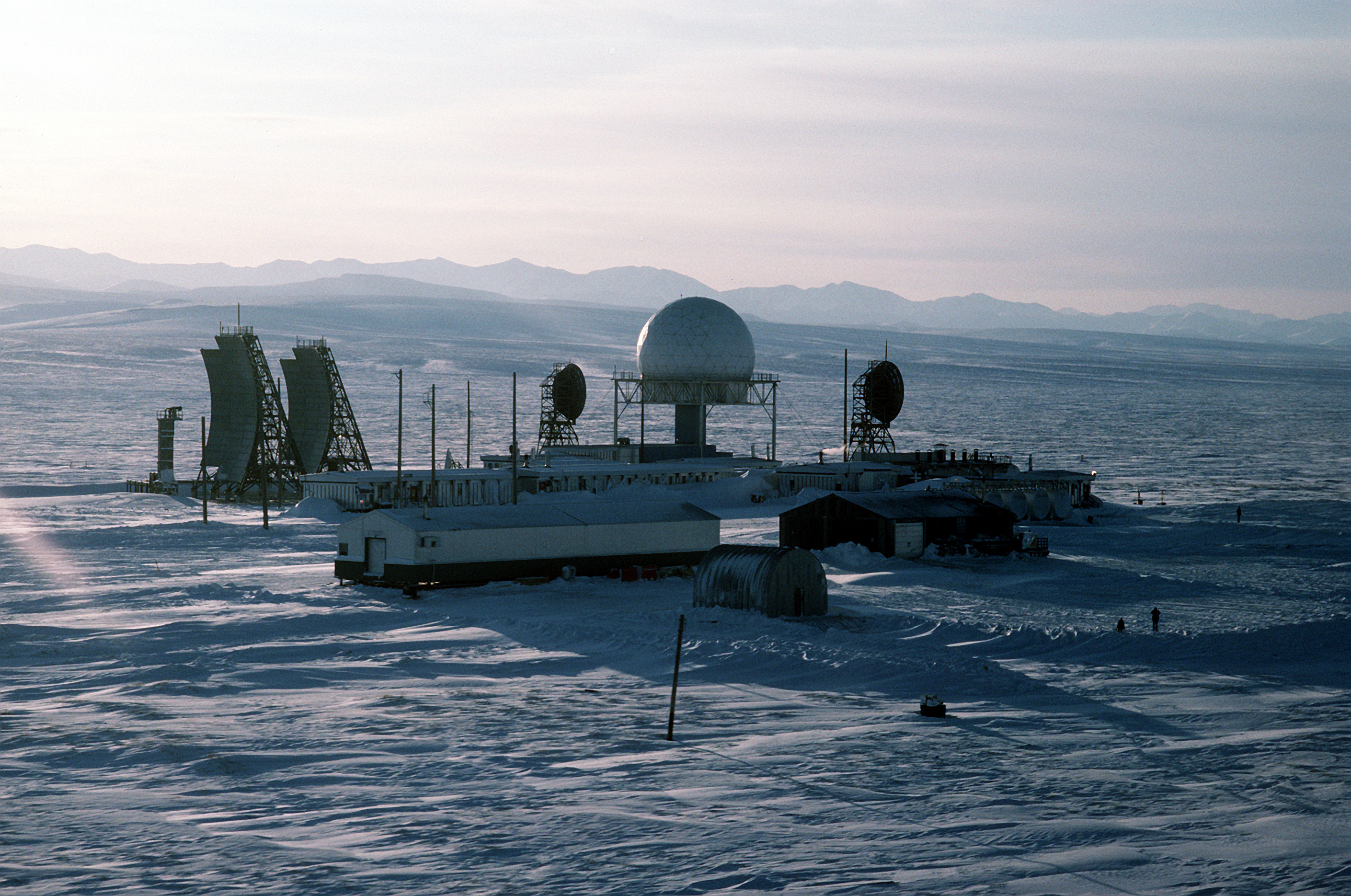
Ehemalige DEW Line Station in Point Lay, Alaska. Sie wurde 1994 stillgelegt, bis 2005 abgebaut und renaturiert

Das North Warning System betreibt 15 Radarsysteme mit großer Reichweite, davon elf in Kanada und vier in den Vereinigten Staaten; außerdem 39 Nahbereichsradarsysteme, von denen sich 36 in Kanada und 3 in den Vereinigten Staaten befinden. Insgesamt wird von diesen Radarsystemen eine Fläche von 4800 Quadratkilometern an den Küsten von Alaska bis zum südlichen Neufundland und Labrador abgedeckt.
| Kennung | Standort                           | Radartyp | Aktiv seit | Aktueller Status  | Bemerkungen |
| ------- | ---------------------------------- | -------- | ---------- | ----------------- | --- |
| POW-M   | Point Barrow, Alaska,              | FPS-117  | 1957       | in Betrieb        | technische und infrastrukturelle Einrichtungen modernisiert |
| BAR-M   | Barter Island, Alaska,             | FPS-117  | 1957       | in Betrieb        | |
| POW-1   | Point Lonely, Alaska,              | FPS-124  | 1957       | abgeschaltet 2007 | Anlage aufgrund notwendiger Instandhaltung sowie Budgeteinsparungen außer Betrieb |
| BAR-1   | Komakuk Beach, Yukon,              | FPS-124  | 1957       | in Betrieb        | Die Anlage diente als erstes der Distant Early Warning Line von 1957 bis 1989. Seit diesem Zeitpunkt wird die Anlage im North Warning System weiterbetrieben. 2005 erfolgte eine grundlegende Sanierung der Anlage. |
| BAR-BA3 | Storm Hills, Nordwest-Territorien, | FPS-124  | 1990       | in Betrieb        | Die Anlage beinhaltet eine Radaranlage, Kommunikationsgebäude sowie ein kleines Lagergebäude. Die Anlage ist nur per Helikopter erreichbar und verfügt daher über einen Hubschrauberlandeplatz.                     |
| PIN-M   | Cape Parry, Nordwest-Territorien,  | FPS-117  | 1957       | in Betrieb        | |
| LAB-2   | Saglek, Neufundland und Labrador,  | FPS-117  | 1957       | in Betrieb        | Seit 1989 in Nutzung durch das North Warning System. Die Anlage verfügt über mehrere Gebäude, die unterirdisch verbunden sind und wurde im Jahr 2005 kernsaniert.                                                   |
| CAM-FA  | Lailor River, Nunavut,             | FPS-124  | 1992       | in Betrieb        | Die Anlage beinhaltet eine Radaranlage, Kommunikationsgebäude sowie ein kleines Lagergebäude. Die Anlage ist nur per Helikopter erreichbar und verfügt daher über einen Hubschrauberlandeplatz.                     |